# 존 라취
존 라치(John Larch, 1914년 10월 4일 ~ 2005년 10월 16일)는 미국의 배우, 야구 선수이다.

## 출연 작품
- 에어플레인 2 (1982년)
- 아미티빌의 저주 (1979년)
- 윈터 킬 (1974년)
- 여감방의 비밀 (1972, Women in Chains)
- 어둠 속에 벨이 울릴 때 (1971년)
- 더티 해리 (1971년) - 스콜피오 킬러 역
- 렉킹 크류 (1969년)
- 미라클 오브 더 화이트 스탤리언스 (1963년)
- 벤 케이시 (1961년)
- 전장이여 영원히 (1960년)
- 추격 (1959년)
- 프럼 헬 투 텍사스 (1958년)
- 케어리스 이어스 (1957년)
- 킬러 풀려나다 (1956년)
- 7인의 무뢰한 (1956년)
- 바람에 쓴 편지 (1956년)
- 피닉스 시티 스토리 (1955년) - 클램 윌슨 역

### 텔레비전
- 닥터 게논 (1969년)
- 달라스 (1978년)
- 하와이 5-0수사대 (1968년)
- 아이언 사이드 (1967년)
- 제5전선 (1966년)
- FBI (1965년)
- 도망자 (1963년)
- 서부의 파라딘 (1957년)
- 다이너스티 (1981년)
- 딜론 보안관 (1955년)
- 디즈니랜드 (1954년) - 프랭크 보이드 역